# Roskilde Kro
Roskilde Kro var en kro på Roskildevej (nu Egelundsvej 7 C, Albertslund) mellem København og Roskilde købstad. Kroen har haft to forskellige beliggenheder. Den første kro opstod ved den gamle landevej omtrent ved vandskellet og Store Vejleås udspring. En ikke helt sikker datering daterer den til i 1400-tallet, men kroen kan være endnu ældre. Den hører til de ældste kroer i Danmark.
Da Karl X Gustav i 1658 drog gennem Sjælland med sin hær, gik det også ud over kroen. Efter krigene blev kroen i samtiden beskrevet som fuldstændig nedbrudt og en ruin.
Da den ny Roskildevej blev anlagt 1772, blev den gamle kro revet ned og flyttet til den nuværende placering på Roskilde Landevej. Det var et stort anlæg med krobygning, rejsestald, avlsbygninger, stort brændevinsbrænderi m.m.
Den engelske divisionskommandør Arthur Wellesley overnattede den 27. august 1807 på kroen på vej fra landgangen ved Vedbæk til ”Træskoslaget” i Køge.
I midten af 1800-tallet var Mads Jensen Kringelbach (26. juli 1802 – 26. september 1875) gæstgiver på kroen, og i 1839 blev Georg Kringelbach født her.
Ved valget den 5. oktober 1848 til Den Grundlovgivende Rigsforsamling foregik valghandlingen på kroen. Proprietær Carl Wilhelm Thalbitzer blev valgt som egnens repræsentant.
Den nuværende hovedbygning er opført ca. 1940. Sidebygningerne, der bl.a. rummer en større sal, er opført i 1920'erne. Roskilde Kro lukkede i 1972, og bygningerne blev overtaget af Albertslund Kommune.
I dag fungerer kroen som foreningshus med et kor, to danseforeninger, to spejdergrupper, en sportsfiskerforening og en gamerforening som faste brugere.